# Bob Abreu
Bob Kelly Abreu Vásquez (Turmero, 11 de marzo de 1974) es un exbeisbolista y empresario venezolano. Se desempeñó en la posición de jardinero, jugando en las Grandes Ligas (MLB) para los Astros de Houston, Phillies de Philadelphia, Yankees de Nueva York, Angelinos de Anaheim, Dodgers de Los Ángeles y Mets de Nueva York. En la Liga Venezolana de Béisbol Profesional, jugó para los Leones del Caracas. 
Jugador continuo de la Liga Venezolana de Béisbol Profesional y jugador de refuerzo para otros equipos en la Serie del Caribe en los períodos en los que su club los Leones del Caracas no logra acceder a esta competición. Bateaba a la zurda, experto en robar bases y poseía una gran velocidad. En las grandes ligas, comenzó su carrera con los Astros de Houston el 1 de septiembre de 1996, logrando jugar 15 partidos en los que consiguió ligar 5 imparables en 22 turnos al bate para promedio de 227.
Para el año de 1998 Abreu debutó con el equipo de los Phillies de Philadelphia, equipo en el cual permanece ocho temporadas y media hasta su canje a los New York Yankees (1998-2006), es aquí donde Bobby logra conseguir varios logros importantes en su andar en las mayores; 30-30 en los años 2001-2004 bateo para promedio de 300 o más en 6 ocasiones siendo la temporada de 1999 la de mayor promedio conseguida por el outfielder Venezolano con 335 de AVG, seis (6) temporadas con 100 0 más bases por bolas recibidas, siendo la mayor cantidad para un pelotero Latino las 127 que recibió en 2004, en ese mismo año obtiene el premio Bate de plata, paso seguido en el 2005 entre sus distinciones con los Phillies fue seleccionado como el jugador del mes de mayo se alza con Guante de oro en la nacional es seleccionado al juego de las estrellas, elección que había logrado también en 2004 por sus excelentes números durante la campaña.
En el 2005 Abreu ganó el derby de jonrones anterior al juego de las estrellas de las grandes ligas estadounidenses, en la ciudad de Detroit. Ese día fijó récord de 41 bambinazos para un Home Run Derby.
En julio del 2006 Abreu es traspasado a los Yankees de Nueva York con lo que se da el cambio más costoso de las grandes ligas en este último año. Abreu solicitó un permiso a los Yankees para jugar con los Leones del Caracas en la Liga Venezolana de Béisbol Profesional, este permiso le fue negado por diversas razones. El 10 de febrero de 2009 firmó un contrato con los Angels of Anaheim de 1 año por 5 millones de US$.
El 24 de marzo de 2008 "El Come Dulce" impulsó su carrera número 1000 igualando a los venezolanos Magglio Ordóñez y Andrés Galarraga

## Premios FOX Sports
Luego de ser seleccionado por los grandes de New York el día de su primera participación en el equipo había una gran multitud aclamando al astro venezolano y la gran carpa se estremecía de una gran manera. El 16 de diciembre de 2007 Abreu recibió el Premio Especial por Destacada Labor Comunitaria durante la ceremonia de entrega de los V Premios Fox Sports. La premiación estuvo precedida por un emotivo video que mostró la polifacética vida del venezolano. Las imágenes de la visita a un hospital de niños con cáncer en Nueva Jersey y la presencia de niños en el escenario durante la entrega del reconocimiento, conmovieron al público presente en el teatro.Abreu agradeció durante la gala a la cadena Fox Sports por el galardón recibido y reiteró su compromiso para continuar ayudando a los niños del mundo.

## Retiro
El 26 de septiembre de 2014, Bob Abreu anuncia su retiro de las grandes ligas, apareciendo por última vez ante los Astros de Houston donde conectó un sencillo al jardín izquierdo en la quinta entrada, fue sustituido al llegar a primera dando paso a una gran ovación. En 18 temporadas de acción en las Grandes Ligas, Bob Abreu actuó en 2452 juegos, con 8480 veces al bate, disparó 2470 hits, 574 dobles, 59 triples, 288 jonrones, 1363 carreras impulsadas, 400 bases robadas y 1476 boletos, números en consideración para tomarse en cuenta y recibir votos para poder íngresar al salón de la fama.
Bob Abreu acabó su carrera en su natal Venezuela. El 28 de diciembre de 2014 se le rindió un homenaje de despedida como jugador activo con los Leones del Caracas.

## Fuera del deporte
Abreu es uno de los peloteros venezolanos más conocidos nacional e internacionalmente, su fama ha llegado a traspasar la frontera deportiva, llegando a ser novio de la polifacética Alicia Machado, ex Miss Venezuela y Miss Universo 1996, luego de un escándalo en un programa de televisión de España a consecuencia de esto Abreu decidió romper con Machado.
El "Come Dulce" también es empresario, al lanzar a finales de 2006 su propio sello discográfico llamado "Cacao Records", que busca principalmente apoyar y hacer surgir el talento musical venezolano. También es propietario de la línea de ropa y calzados deportivos BTOP.
El 20 de octubre de 2011, Abreu fue reconocido por la Liga Profesional de Baloncesto de Venezuela (LPBV) como el propietario del equipo de Panteras de Miranda.
En enero de 2015 recibe un homenaje por parte de los Bravos de Margarita.
Actualmente es dueño del equipo de fútbol de Venezuela Mineros de Guayana.